# Kurt von Priesdorff
Wilhelm Werner Kurt von Priesdorff (* 19. Oktober 1881 in Berlin; † 5. September 1967 in Naumburg (Saale)) war ein preußischer Major sowie Geheimer Regierungsrat, Militärhistoriker und Autor.

## Familie
Kurt von Priesdorff entstammte einem böhmischen Adelsgeschlecht und war der Sohn des preußischen Majors Louis von Priesdorff (1838–1900) und dessen Ehefrau Minna, geborene Krause (1844–1889). Seine Geschwister waren Margarethe (* 1868), Elisabeth (* 1869), und Hans (Friedrich Wilhelm Adalbert) (* 1870).
Priesdorff heiratete am 5. Oktober 1912 in Berlin Wera Foerster (* 18. Mai 1892 in Freyburg (Unstrut); † 12. April 1986 in Hannover), die Tochter des Fabrikbesitzers und Kommerzienrats Rudolf Foerster und der Olga Minlos. Da das Ehepaar sieben Töchter hatte, starb das Geschlecht mit ihm in männlicher Linie aus. 1947 gebar Priesdorffs Tochter Wera ihren unehelichen Sohn Harald († 2021) der den Namen des Geschlechts fortführte.

## Leben
Von 1892 bis 1900 war Priesdorff Kadett in Oranienstein und Lichterfelde und war als solcher 1899 und 1900 am Kaiserlichen Hof in Berlin als Page eingesetzt. Nach dem Abitur im Januar 1900 trat er im Februar desselben Jahres als Fähnrich in das Grenadier-Regiment „Kronprinz“ (1. Ostpreußisches) Nr. 1 in Stettin ein. Er besuchte die Kriegsschule Danzig von April bis Dezember desselben Jahres und wurde am 18. Januar 1901 zum Leutnant im Grenadier-Regiment „König Friedrich Wilhelm IV.“ (1. Pommersches) Nr. 2 ernannt, mit Patent vom 20. Juni 1899. Von 1905 bis 1908 war er dort Bataillons-Adjutant und erhielt von seinem Kommandeur Oberst Georg Bock von Wülfingen den Auftrag, eine Offiziers-Stammliste des Regiments zusammenzustellen. Zur Recherche weilte Priesdorff oft in den Archiven der Geheimen Kriegskanzlei, des Preußischen Kriegsministeriums und des Großen Generalstabes. Dadurch wurde sein Interesse an den Lebensläufen aller preußischen Generale geweckt. Zum 1. Oktober 1910 wurde er zur Preußischen Kriegsakademie in Berlin befohlen, wo er 1909 zum Oberleutnant befördert wurde. Nach dem Abschluss 1910 kehrte er zum 1. Oktober als Regimentsadjutant zu seinem Regiment zurück. Am 1. Oktober 1913 zum Hauptmann befördert, wurde er zum 1. Oktober Adjutant der 37. Infanterie-Brigade in Oldenburg.
Den Ersten Weltkrieg verbrachte Priesdorff ab Ende 1914 im Zentraldepartment des Kriegsministeriums, 1915 als Begleiter des österreichischen Kommandeurs der k.u.k. Truppen, Franz Conrad von Hötzendorf. Es folgte die Beförderung zum Major und die Verabschiedung aus dem aktiven Dienst. 1918 war er kurze Zeit als Nachfolger des Kriegsministers Scheuch im Gespräch. Zum 1. April 1918 wurde er ins Reichstagsreferat des Preußischen Kriegsministeriums bestellt, wo er ab Ende Juni 1919 als Stabschef des Unterstaatssekretärs Paul Göhre fungierte; später war er Referent im Reichsabwicklungsamt.
Nach dem Scheitern des Kapp-Putsches am 17. März 1920 wurden republikfeindliche Offiziere aus dem Dienst der Berliner Sicherheitspolizei (Sipo) entfernt und durch regierungstreue ersetzt. Im Zuge dessen wurde Priesdorff am 23. März 1920 erst zum Polizeidezernenten und Geheimrat (Kommandeur) und kurz darauf zum Inspekteur der Berliner Sicherheitspolizei berufen.
Priesdorffs Aufgabe bestand in der Auflösung der Sipo, die entsprechend einer Anordnung der Alliierten vom Juni 1920 an durchgeführt werden musste. Nach seinem Berliner Amt zog er 1921 zunächst auf den Familiensitz seiner Frau nach Freyburg an der Unstrut und begann 1922 erneut die Materialsuche für seine militärhistorischen Werke. Als Gast des Geheimen Staatsarchivs konnte er die Personalakten der ehemaligen Geheimen Kriegskanzlei genau studieren und kopieren.
Als Ergebnis dieser Studien entstand das Werk Soldatisches Führertum, das auf 15 Bände angelegt war. Zehn Bände sind erschienen, die anderen sind als Manuskripte erhalten. Diese wurden zur wichtigsten Quelle für weitere Untersuchungen, weil die Archive der Geheimen Kriegskanzlei größtenteils durch Bombenangriffe vernichtet worden waren.
1923 berief Gustav Stresemann ihn ins Auswärtige Amt nach Berlin. Mitte der 1930er Jahre war er kurzzeitig historischer Berater für den Spielfilm Fridericus (1936).
Bereits 1943 wieder zurück nach Freyburg an der Unstrut übergesiedelt, wurde er nach dem Krieg 1945 Beigeordneter der Stadt Freyburg, Leiter des Flüchtlingswesens (August 1945 bis 1947), Friedensrichter (1946) sowie stellvertretender Vorsitzender des Gemeindekirchenrates Freyburg. 1947 legte er aus Gesundheitsgründen alle Ämter nieder.
Kurt von Priesdorff verstarb am 5. September 1967 in Naumburg (Saale) in der Klinik Dr. Schiele. Am 9. September 1967 wurde er auf dem neuen Kirchhof Freyburg an der Unstrut beigesetzt.

## Auszeichnungen
- Kronenorden IV. Klasse[7]
- Ehrenritter des Johanniterordens[7]
- Ritter II. Klasse des Ordens Albrechts des Bären[7]
- Orden Heinrichs des Löwen IV. Klasse[7]

## Werke
- Offizier-Stammliste des Grenadier-Regiments König Friedrich Wilhelm IV. (1. Pommerschen) Nr. 2. Mittler, Berlin 1906 (Band 2 erschien 1931 in Stettin, Nachtrag zu Band 2 erschien 1933 bei Mittler in Berlin)
- Mitglieder der Familie von Hertzberg. [Berlin 1929] [Maschinenschrift]
- Seydlitz. Deutsche Verlagsgesellschaft, Berlin 1933
- Geßler. Deutsche Verlagsgesellschaft, Berlin 1934
- von Oppen. Deutsche Verlagsgesellschaft, Berlin 1934
- Prinz Louis Ferdinand von Preußen. Deutsche Verlagsgesellschaft, Berlin 1935
- Soldatisches Führertum. Hanseatische Verlagsanstalt, Hamburg 1935–1942 (10 Bände)
- Scharnhorst. Hanseatische Verlagsanstalt, Hamburg 1937
- Gneisenau. Hanseatische Verlagsanstalt, Hamburg [1939]
- Prinz Eugen. Hanseatische Verlagsanstalt, Hamburg 1940
- Saldern, der Exerziermeister des Großen Königs. Hanseatische Verlagsanstalt, Hamburg 1943